# رون سميث
رون سميث (بالإنجليزية: Ron Smith)‏ (7 يونيو 1936 ليفربول المملكة المتحدة - ) هو لاعب كرة قدم بريطاني يلعب كلاعب وسط.